# Vícevrstvý perceptron

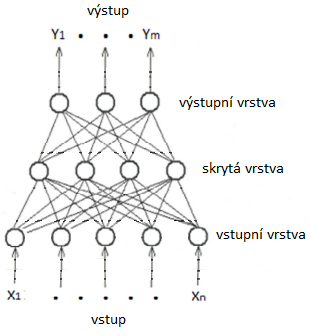
Architektura MLP

Vícevrstvý perceptron (Multi-Layer Perceptron, MLP) je dopředná umělá neuronová síť. MLP se skládá nejméně ze tří vrstev perceptronů: vstupní vrstvy, skryté vrstvy a výstupní vrstvy. MLP využívá k trénování techniku učení s učitelem, což je řešení optimalizačního problému minimalizace chyby funkce sítě vzhledem k tréninkovým datům v závislosti na parametrech sítě. Zpravidla se k tomuto účelu užívá algoritmus zpětného šíření chyby, je možné užít i heuristické optimalizační techniky, jako např. genetický algoritmus či simulované žíhání. Více vrstev a spojitá přenosová funkce (sigmoida) odlišují MLP od Perceptronu. Dokáže rozlišit data, která nejsou lineárně oddělitelná. Obecně pracuje jako aproximátor libovolné vektorové funkce (Kolmogorův teorém), tj. během učení provádí nelineární regresi. Používá se k řešení širokého spektra úloh, jako je rozpoznávání, klasifikace, diagnostika či predikce, lze jej využít i ke kompresi a kryptování dat (viz autoenkodér).